# Notholithocarpus
Notholithocarpus, monotipski biljni rod iz porodice bukovki iz Kalifornije i Oregona. Jedina vrsta je drvo N. densiflorus; postoje dva varijeteta
To je zimzeleno drvo porijeklom iz obalnih područja južnog Oregona i sjeverne Kalifornije, gdje je poznato pod nazivima tanbark oak i tanoak. Biljka je srodna pravim hrastovima (Quercus) i poznata je po svojoj kori bogatoj taninima. Uzgaja se kao ukras u hladnijim područjima umjerenog pojasa. Njegovo tvrdo, svijetlosmeđe drvo crvene boje koristi se za izradu poljoprivrednih alata i namještaj. Pločice kore se koriste u štavljenju kože.
Obično je visok oko 20 metara (65 stopa), ali povremeno doseže 45 metara (148 stopa); postaje grmolika na visokim nadmorskim visinama. Ima vodoravne raširene grane koje tvore gustu, simetričnu, zaobljenu krošnju. Kratko zašiljeni, naizmjenični, kožasti listovi mogu biti nazubljeni ili blago nazubljeni, s rubovima zarolanim ispod. Odozgo su blijedozeleni, a odozdo imaju smećkasti hrskavi dlakasti sloj; donje strane postaju plavkasto bijele jer dlake opadaju tijekom ljeta.
Cvjetovi podsjećaju na cvjetove kestena (Castanea), ali je plod izgledom sličan hrastovom žiru. Većina muških cvjetova nalazi se u dugim uspravnim resicama, a ženski cvjetovi su obično u grozdovima na dnu muških resica. Plod, jedan oraščić.
Biljka se prije stavljala uz azijske hrastove iz roda Lithocarpus, no filogenetski dokazi doveli su do revizije njezine taksonomije.

## Podvrste
- Notholithocarpus densiflorus var. densiflorus
- Notholithocarpus densiflorus var. echinoides (R.Br.ter) Manos, Cannon & S.H.Oh

## Sinonimi
- Lithocarpus densiflorus (Hook. & Arn.) Rehder
- Pasania densiflora (Hook. & Arn.) Oerst.
- Quercus densiflora Hook. & Arn.
- Synaedrys densiflora (Hook. & Arn.) Koidz.

- N. densiflorus
- N. densiflorus
- N. densiflorus
- N. densiflorus